# Franziska Dilger
Franziska von Jascheroff (* 29. Dezember 1976 in Berlin als Franziska Dilger) ist eine ehemalige deutsche Schauspielerin.

## Schauspielerei
Eine größere Bekanntheit erlangte sie, als sie von 1999 bis 2001 in der Serie Gute Zeiten, schlechte Zeiten die Rolle der Inka Berent spielte. Schon im Jahr zuvor hatte sie als Statistin in der Serie mitgewirkt, wie auch in der Serie Alle zusammen – Jeder für sich.

## Privatleben und nach der Schauspielerei
Franziska Dilger hat einen 1994 geborenen Sohn und eine 2005 geborene Tochter. Vater der Tochter ist der Schauspieler Felix von Jascheroff. Mit ihm war sie seit 2001 liiert und seit August 2007 verheiratet. Im Juni 2009 gab das Paar seine Trennung bekannt.
Sie arbeitet seit Beendigung der Schauspielerei in einem Krankenhaus in Berlin als Krankenschwester.